# Alciston
Alciston is een civil parish in het bestuurlijke gebied Wealden, in het Engelse graafschap East Sussex met 146 inwoners.